# Métabole
En rhétorique, on nomme métabole, du grec metabolê (« changement »), toute figure par laquelle on modifie l'ordre habituel du discours ou la disposition des termes.
Les métaboles se forment soit par addition, suppression, substitution ou permutation (soit les quatre opérations fondamentales qu'a bien décrites le Groupe µ) d'unités (phonétiques ou morphologiques).